# Secemin
Secemin est un village de la voïvodie de Sainte-Croix et du powiat de Włoszczowa. Il est le siège de la gmina de Secemin et comptait 1 600 habitants en 2006.